# Пески (район Петрозаводска)
Пески́ — район города Петрозаводска, расположенный на северо-западном берегу Петрозаводской губы Онежского озера. Граничит с городскими жилыми районами Соломенное, Томицы и Северная промзона.

## Название
Топоним отражает расположение района на песчаном берегу Петрозаводской губы.

## Общие сведения
В Переписи 1926 года отмечен хутор Песочки[уточнить]. В списке населённых мест 1933 года район носит уже современное название Пески.
28 мая 1931 г. в Песках был открыт парк культуры и отдыха. В 1932 г. был построен дом отдыха. В 1939 г. в Песках был обустроен пляж. С середины 1930-х гг. в Песках была построена пристань, сюда курсировал водный трамвай.
В послевоенное время в Песках имелся стадион СКА, армейская футбольная команда «Пески» (СКА, «Сокол») участвовала в карельских и российских соревнованиях по футболу.
На территории района находится жилой микрорайон, городской пляж, аэропорт «Пески», полузакрытое городское кладбище «Пески».

## Улицы
- 65-й Квартальный проулок
- Авиаторный проулок
- Лётный проулок
- проезд Автолюбителей
- Малый Онежский проезд
- Онежский проезд
- переулок Пески
- Судоходный переулок
- Авиационная площадь
- площадь Памяти
- улица Пески
- улица Трофима Рябинина
- Соломенское шоссе